# Erysichton hyperesia
Erysichton hyperesia, även Jameela hyperesia, är en fjärilsart som beskrevs av Hans Fruhstorfer 1916. Erysichton hyperesia ingår i släktet Erysichton och familjen juvelvingar. Inga underarter finns listade i Catalogue of Life.